# Witalij Bojarow
Witalij Konstantinowicz Bojarow (ros. Виталий Константинович Бояров, ur. 27 sierpnia 1928 w Czuhujiwie, zm. 30 sierpnia 2016) – generał porucznik KGB.

## Życiorys
Był synem Mordwina (poległego w walkach partyzanckich w 1942) i Ukrainki. Od 1938 mieszkał z rodziną w Kijowie, w lutym 1944 został przyjęty do szkoły radzistów partyzanckich, od czerwca 1945 pracował w organach kontrwywiadu NKGB, był m.in. sekretarzem komitetu Komsomołu NKGB Ukraińskiej SRR. Został członkiem Kijowskiego Komitetu Miejskiego, następnie Komitetu Obwodowego Komsomołu i KC Komsomołu Ukrainy, od 1949 pracował w Zarządzie 2 MGB Ukraińskiej SRR jako starszy pełnomocnik operacyjny, od 1952 zastępca szefa i następnie szef oddziału i sekretarz komitetu partyjnego Zarządu. Podczas powstania na Węgrzech w 1956 jako kapitan KGB został oddelegowany do miasta Sopron, gdzie brał udział w tłumieniu powstania, w lutym 1959 został szefem Wydziału 1 Zarządu 2 KGB ZSRR, 1961–1963 uczył się w Szkole nr 101. Od stycznia 1963 do sierpnia 1965 był zastępcą rezydenta KGB w Londynie, od 1965 do stycznia 1970 zastępcą szefa Służby nr 2 I Zarządu Głównego KGB ZSRR, od stycznia 1970 do marca 1973 szefem Służby nr 2/Zarządu „K” I Głównego Zarządu KGB ZSRR, od marca 1973 do 1980 zastępcą, a 1980–1985 I zastępcą szefa II Zarządu Głównego KGB ZSRR.

## Awanse
- młodszy porucznik (wrzesień 1945);
- generał major (1972);
- generał porucznik (1981).

## Odznaczenia
- Order Czerwonego Sztandaru
- Order Czerwonego Sztandaru Pracy (trzykrotnie)
- Order Czerwonej Gwiazdy
- Order „Za zasługi dla Ojczyzny” IV klasy (2003)

I medale ZSRR oraz odznaczenia zagraniczne.